# Уве Чіндваль
У́ве Чіндвалль (швед. Ove Kindvall, 16 травня 1943, Норрчепінг — 4 серпня 2025) — шведський футболіст, що грав на позиції нападника. У радянський період у різних виданнях прізвище спортсмена подавалося спотворено як Кіндвалл.

## Клубна кар'єра
Народився 16 травня 1943 року в місті Норрчепінг. Вихованець футбольної школи клубу ІФК (Норрчепінг). Дорослу футбольну кар'єру розпочав 1962 року в основній команді того ж клубу, в якій провів чотири сезони, взявши участь у 84 матчах чемпіонату. Більшість часу, проведеного у складі ІФК (Норрчепінг), був основним гравцем атакувальної ланки команди. У складі ІФК Норрчепінг був одним з головних бомбардирів команди, маючи середню результативність на рівні 0,6 голу за гру першості.
Протягом 1966–1971 років виступав у Нідерландах, де захищав кольори «Феєнорда». У складі нідерландської команди виборов титул володаря Кубка чемпіонів УЄФА, ставав володарем Міжконтинентального кубка. Був лідером атак «Феєнорда», у 144 матчах національного чемпіонату, проведених за цей клуб, 129 разів відзначався забитими голами. Тричі ставав найкращим бомбардиром вищого нідерландського дивізіону Ередивізі.
Своєю грою за останню команду знову привернув увагу представників тренерського штабу клубу ІФК (Норрчепінг), до складу якого повернувся 1971 року. Цього разу відіграв за команду з Норрчепінга наступні чотири сезони своєї ігрової кар'єри. Граючи у складі «Норрчепінга» також здебільшого виходив на поле в основному складі команди.
1975 року перейшов до клубу ІФК (Гетеборг), за який відіграв 2 сезони. Завершив професійну кар'єру футболіста виступами за команду «Гетеборг» у 1977 році

## Виступи за збірну
1965 року дебютував в офіційних матчах у складі національної збірної Швеції. Протягом кар'єри у національній команді, яка тривала 10 років, провів у формі головної команди країни 44 матчі, забивши 16 голів.
У складі збірної був учасником чемпіонату світу 1970 року у Мексиці та чемпіонату світу 1974 року у ФРН.

## Титули та досягнення

### Командні
- Чемпіон Нідерландів (2):

«Феєнорд»: 1968-69, 1970-71
- Володар Кубка Нідерландів (1):

«Феєнорд»: 1968-69
- Володар Кубка Інтертото (2):

«Феєнорд»: 1967, 1968
- Володар Кубка чемпіонів УЄФА (1):

«Феєнорд»: 1969-70
- Володар Міжконтинентального кубка (1):

«Феєнорд»: 1970

### Особисті
- Найкращий шведський футболіст року (1): 1966
- Найкращий бомбардир шведського Аллсвенскана (1): 1966
- Найкращий бомбардир нідерландського Ередивізі (3): 1967-68, 1968-69, 1970-71